# Crater Lakes National Park
Crater Lakes National Park är en park i Australien. Den ligger i delstaten Queensland, omkring 1 400 kilometer nordväst om delstatshuvudstaden Brisbane. Crater Lakes National Park ligger 743 meter över havet.
Runt Crater Lakes National Park är det mycket glesbefolkat, med 6 invånare per kvadratkilometer.. Närmaste större samhälle är Atherton, omkring 16 kilometer väster om Crater Lakes National Park.
Omgivningarna runt Crater Lakes National Park är huvudsakligen savann. Genomsnittlig årsnederbörd är 2 169 millimeter. Den regnigaste månaden är mars, med i genomsnitt 496 mm nederbörd, och den torraste är oktober, med 36 mm nederbörd.